# Bogolé
Bogolé est une commune rurale située dans le département de Yamba de la province du Gourma dans la région de l'Est au Burkina Faso.

## Géographie
Localité à centres d'habitation dispersés, Bogolé est situé à 23 km à l'Est de Yamba, le chef-lieu du départemental. La commune est relativement isolée dans le département

## Santé et éducation
Bogolé accueille, depuis peu, un centre de santé et de promotion sociale (CSPS). Le village possède une école primaire.